# Oddenek

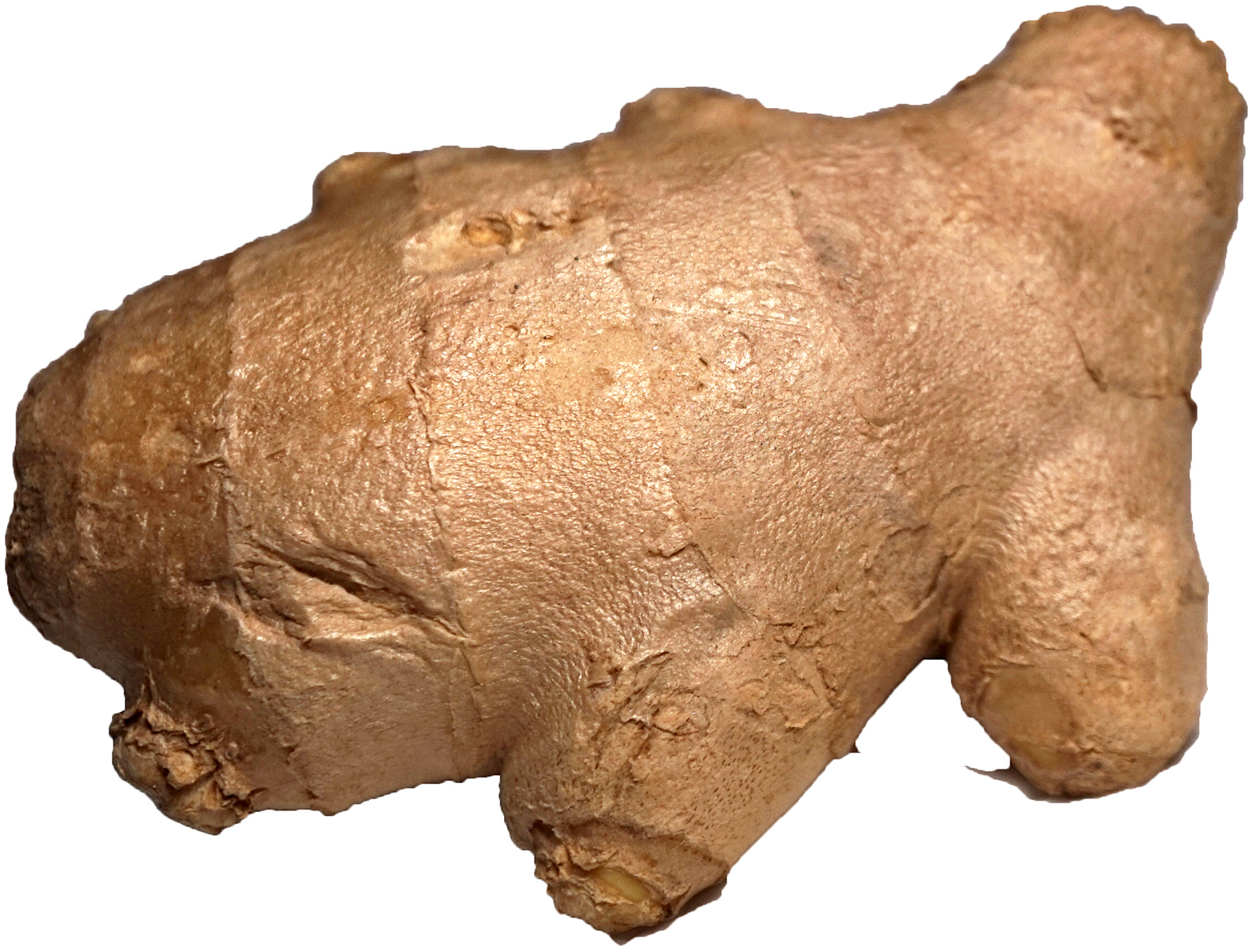
Oddenek zázvoru

Oddenek (rhizoma) je zásobní část rostliny vzniklá přeměnou stonku – tzv. podzemní stonek, často jako výběžek kořene u některých vytrvalých bylin. Rostlina v něm přezimuje. Pro využití se sbírá na jaře nebo na podzim, kdy jsou v něm stažené veškeré zásobní látky rostliny. Pokud se – např. při pletí – utrhne pouze nadzemní část rostliny bez oddenku, začne rostlina znovu růst.
Oddenek má například zázvor, přeslička nebo kapraď samec.